# 疏毛鳞盖蕨
疏毛鳞盖蕨（学名：Microlepia communis），为姬蕨科鳞盖蕨属下的一个植物种。